# El·lipsi temporal
En el llenguatge cinematogràfic, l'el·lipsi temporal o salt temporal és un dels elements cabdals en la construcció d'un relat audiovisual. Una el·lipsi implica l'eliminació d'una part més o menys àmplia de la situació o de l'acció que s'està presentant, considerada irrellevant perquè no aporta res a la narració, que pot ser elidida sense que l'espectador perdi la continuïtat del discurs. L'el·lipsi és un recurs narratiu que consisteix a presentar únicament els fragments que es consideren significatius d'un relat. En els relats audiovisuals que abracen temps extensos es vol, en molts casos, concentrar el pas del temps en breus instants d'imatges i, per això, es recorre a l'el·lipsi. En el muntatge sempre s'elideix una part de temps entre els plans, per mínima que sigui. L'el·lipsi permet estalviar temps entre diferents escenes i seqüències. El públic ha après a llegir aquests salts temporals i a donar continuïtat a la narració, a reubicar-se en la nova situació espacial i temporal després d'una el·lipsi, l'espectador no perd la continuïtat de la seqüència.

## El·lipsis inherents
Les el·lipsis inherents serveixen per fer desaparèixer espais i temps dèbils o inútils en l'acció però també per ajustar la duració del metratge al temps determitat. Els plans curts permeten, no només mostrar amb detallisme expressiu als actors, sinó que també desfer gran part de l'espai, ja que seria irrellevant i innecessari per a la narració del film. Segurament, l'el·lipsi de tipus inherent és la més utilitzada en la història del cinema. En alguns casos, es mostra un rètol per tal d'aclarir el temps que separa una escena d'una altra; per exemple, a la pel·lícula Nàufrag (2000) de Robert Zemeckis, s'hi feu una el·lipsi de 4 anys a l'illa.

## El·lipsis expressives
Les el·lipsis també poden donar un efecte dramàtic o per acompanyar un significat simbòlic. En el film 2001: Una odissea de l'espai (1968) de Stanley Kubrick, quan el simi llança l'os a l'aire, aquest es transforma en una nau espacial, simbolitzant l'evolució de la tecnologia humana.

## El·lipsis d'estructura
Aquestes el·lipsis dissimulen un moviment decisiu de l'acció per suscitar el suspens. L'el·lipsi d'estructura pot subdividir-se en dos tipus:
a) Objectives: tot allò que s'oculta a l'espectador. Per exemple, tots aquells films de crims i misteri, on al començament de la pel·lícula, un personatge és assassinat per algú no present a la càmera, i que es descobrirà al final de la història.
b) Subjectives: tot el que ignora el personatge, és ignorat també per l'espectador. Un exemple és el cas de les escenes on el protagonista no escolta el que diuen els altres personatges i decideix parlar amb el seu subconscient, parlant en primera persona i suprimint el so extern.

## El·lipsis de contingut
Les el·lipsis usades per ordre de la censura social s'anomenen el·lipsis de contingut. Parlem de l'eliminació d'escenes de sexe, violència, ferides que donen impressió, etc. La història de. cinema ha mostrat els durs enfrontaments que han patit diversos directors al veure com són obligats a tallar les seves pròpies obres. Així i tot, en certes ocasions són els mateixos directors que ho fan per raons de comoditat.
D'altra part, aquestes el·lipsis s'utilitzen per raons comercials: al censurar totes aquestes escenes es pot aconseguir un nombre més gran d'espectadors. És a dir, passar de ser una pel·lícula per a adults a una per a tota la família.